# Faro de Punta Doncella
El faro de Punta Doncella es un faro de tráfico aéreo marítimo. Está situado en Punta Doncella, entre el paseo marítimo y el puerto marítimo de Estepona, provincia de Málaga, España. Fue proyectado por el ingeniero Antonio Molina en 1861.

## Historia

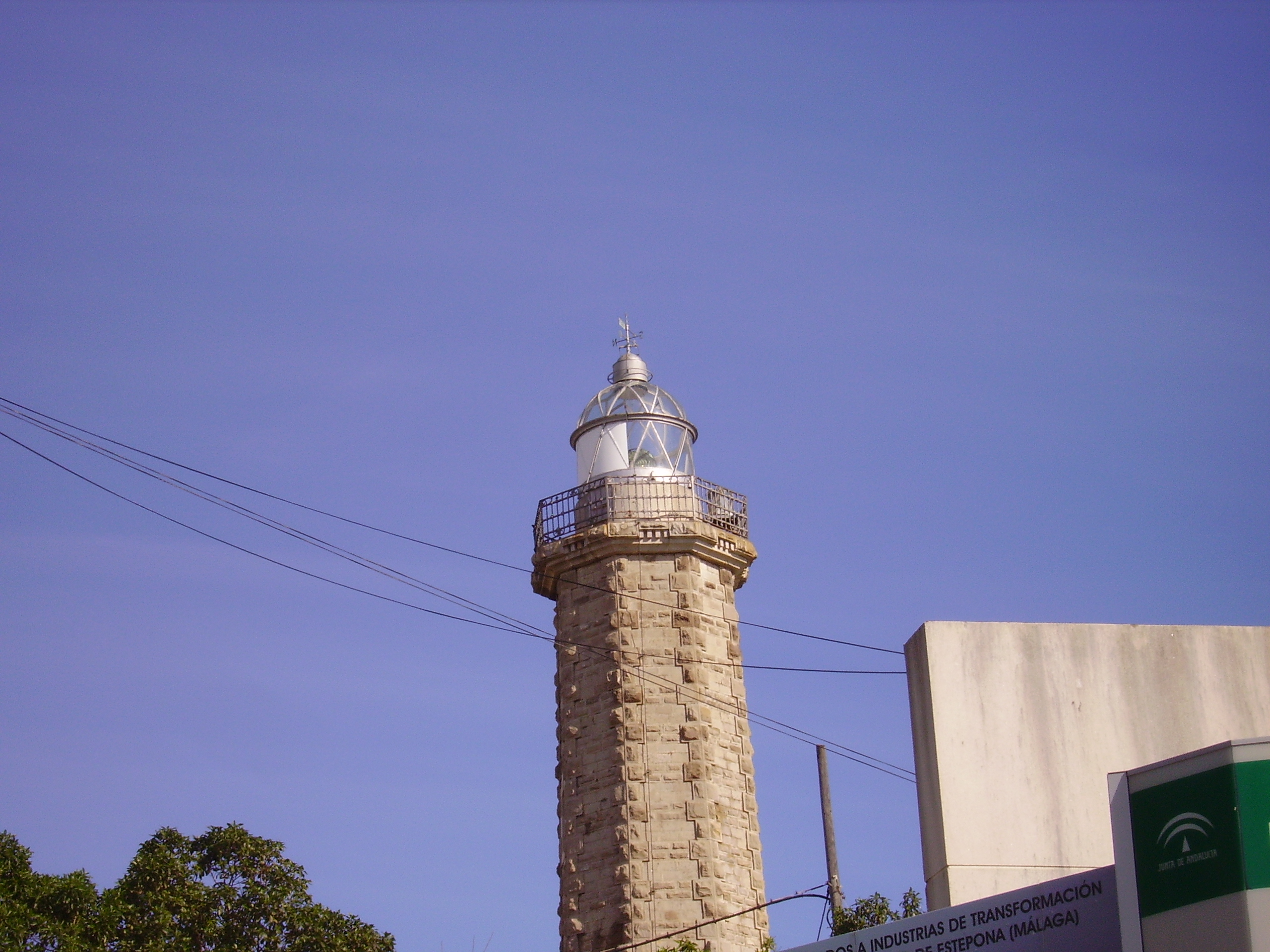
Foto del faro desde la parte posterior, en el puerto.

Se empieza a construir entre 1861 y 1863, por el ingeniero Antonio Molina. El haz de luz se alzaba a algo más de 8 metros del terreno y 18 sobre el nivel del mar, con un alcance de unas 12 millas marinas. En 1918 se normaliza los detellos luminosos como en la actualidad. En 1922 se construye una nueva torre de 20 metros de altura.
El faro actual mantiene la torre octogonal de piedra, el edificio se ha reformado y ampliado. La señal es automática y se ha instalado un nuevo equipo de control remoto informático.

## Características
- Altura: 22 m
- Señales luminosas: 1+2 destellos cada 15 segundos.
- Alcance teórico: 18 millas marinas.
- Funcionamiento: Automático, eléctrico y encendido por célula fotoeléctrica.